# Río San Pedro (Río Usumacinta)
Der Río San Pedro ist ein ca. 350 km langer Nebenfluss des Río Usumacinta in den Staaten Guatemala und Mexiko in Mittelamerika; sein Einzugsgebiet (cuenca) umfasst ca. 30.000 km², davon etwa die Hälfte in Guatemala.

## Verlauf
Der Río San Pedro entstspringt in den bewaldeten und regenreichen Hügeln des Petén ca. 60 km westlich von Tikal. Von dort fließt er in westlicher Richtung bis zur Grenze von Mexiko; danach wendet er sich nach Norden und schließlich erneut nach Westen, bis er im Sumpfland von Tabasco in den Río Usumacinta mündet. Seine Wasser gelangen zuletzt in den Golf von Mexiko.

## Nutzung
Während sein Nordufer auf guatemaltekischer Seite noch weitgehend von Regenwald bedeckt ist, wird sein südliches Hinterland landwirtschaftlich genutzt. In Mexiko erstreckt sich die landwirtschaftliche Nutzung auf beide Ufer.

## Verkehrsweg
Der Río San Pedro ist ein wichtiger Bootsverkehrsweg zwischen den Orten La Palma (Tabasco, Mexiko) und El Naranjo (Petén, Guatemala). Die ca. 50 km lange Bootsfahrt dauert inklusive Grenzkontrolle etwa 4 bis 5 Stunden.